# Мыс (Роксомский сельсовет)
Мыс — деревня в Вашкинском районе Вологодской области.
Входит в состав Роксомского сельского поселения, с точки зрения административно-территориального деления — в Роксомский сельсовет.
Расстояние по автодороге до районного центра Липина Бора — 25 км, до центра муниципального образования деревни Парфеново — 1 км. Ближайшие населённые пункты — Васютино, Вьюшино, Ильинское, Колосово, Мянда, Никольская, Парфеново, Сальниково, Семяновская, Софроново, Сухоежино, Тимино, Якунино.
По переписи 2002 года население — 5 человек.